# Nova Twins
Nova Twins é uma dupla inglesa de rock formada em Londres, Inglaterra, em 2014, composta pela vocalista e guitarrista Amy Love e a baixista Georgia South. Elas ganharam o prêmio de Melhor Banda Revelação do Reino Unido no Heavy Music Awards de 2020.

## Carreira
Love e South são amigas próximas de infância e frequentemente tocavam em bandas afiliadas. Elas formaram sua primeira banda juntas em 2014 chamada BRAATS, lançando a música "Bad Bitches". No verão daquele ano, elas alteraram o nome para Nova Twins, e então lançaram sua primeira música, "Bassline Bitch", em abril de 2015. Sobre o significado do nome, elas explicaram que "Nova veio da ideia de uma explosão de supernova no espaço e significa novo começo em latim. ‘Twins’ (gêmeas) é porque estamos muito sincronizadas." Isso atraiu a atenção do selo independente Robotunes, uma ramificação da Robomagic do promotor veterano Rob Hallet, que as contratou e lançou seu primeiro EP autointitulado em 2016.
Depois de um show no festival francês Rencontres Trans Musicales em dezembro de 2016, Nova Twins passou a maior parte de 2017 em turnê por vários países e apoiaram o Prophets of Rage após o Tom Morello as nomear, 'A melhor banda que você nunca ouviu falar'. Desde então, eles apoiaram Wolf Alice, Little Simz, Dream Wife, Black Honey e Skunk Anansie. 2017 também viu Nova Twins lançar os singles "Thelma & Louise" e o EP "Mood Swings", e começar sua própria marca de roupas personalizadas chamada Bad Stitches. Além disso, elas colaboraram com Koder na canção "Vibrations".
Em 2018 elas lançaram os singles "Hit Girl" e "Lose Your Head". Continuaram a turnê com shows na Europa e na América, incluindo o festival Afropunk Brooklyn. Após Jason Aalon Butler do Fever 333 se impressionar com a dupla assistindo-as no festival, elas assinaram contrato com a 333 Wreckords Crew, gravadora do Fever 333. No final daquele ano, começaram a trabalhar na gravação de seu álbum de estreia com o produtor Jim Abbiss. Em 2019, elas continuaram a trabalhar em seu álbum e apoiaram o Fever 333 e novamente o Prophets of Rage. Os singles "Devil's Face" e "Vortex" do próximo álbum foram lançados com os videoclipes que os acompanham. Elas também colaboraram com várias marcas, notadamente Dr. Martens em uma campanha global, contribuindo tanto com música quanto com recursos visuais.
No final de 2020, elas colaboraram com a faixa "Flitch" de Tsar B e também com "1x1", do álbum Post Human: Survival Horror de Bring Me the Horizon. Seu álbum de estreia, Who Are the Girls? foi lançado em 28 de fevereiro de 2020. Ele recebeu críticas positivas na Kerrang! e Crash. A dupla ganhou o prêmio de Melhor Banda Revelação do Reino Unido no Heavy Music Awards de 2020.

## Estilo musical
Nova Twins foram descritas pelo The Guardian como uma "dupla de baixo-pesado fundindo grime e punk", e definidas por elas mesmas como "punk urbano". PRS for Music as chamou de "um amálgama de gênero de energia punk crua, eletrônicos ilegais de rave e atitude suja sem remorso".

## Membros
- Amy Love - vocal principal, guitarra (2014 - presente)
- Georgia South - baixo, teclado, vocais de apoio (2014-presente)

## Discografia

### Álbuns
- Who Are the Girls? (2020)
- Supernova (2022)

### EPs
- Nova Twins (2016)
- Thelma and Louise (2017)
- Mood Swings (2017)

### Singles
- "Hit Girl" (2018)
- "Mood Swins" (2018)
- "Lose Your Head" (2018)
- "Devil's Face" (2019)
- "Vortex" (2019)
- "Taxi" (2020)
- "Play Fair" (2020)
- "Antagonist" (2021)
- "K.M.B." (2022)
- "Cleopatra" (2022)
- "Puzzles" (2022)
- "Choose Your Fighter" (2022)

### Participações
- "Vibrations - Remix" - Vibrations, Koder (2017)
- "Flitch" - Unpaintable, Tsar B (2020)
- "1x1" -  Post Human: Survival Horror, Bring Me The Horizon (2020)